# Gisela von Pöllnitz
Gisela von Pöllnitz (Pasing, 12 gennaio 1911 – Vevey, 14 settembre 1939) è stata una giornalista tedesca, comunista e combattente della resistenza contro il regime nazista. Fu un membro di spicco del gruppo antifascista di Berlino dell'Orchestra Rossa nato attorno a Harro Schulze-Boysen. Soffrì di una malattia polmonare che peggiorò progressivamente dopo essere stata arrestata più volte dalla Gestapo. Durante il suo ultimo arresto, dopo 5 mesi di detenzione, si ammalò di tubercolosi e non riuscì più a riprendersi.

## Biografia
Gisela era figlia di un diplomatico e già da prima del 1933 entrò a far parte della Lega della Gioventù Comunista di Germania (in tedesco  Kommunistischer Jugendverband Deutschlands, KJVD) di Amburgo. Vista la sua discendenza aristocratica e le sue esperienze di viaggio, inizialmente non fu presa sul serio dai suoi compagni della Gioventù Comunista.
Nel novembre del 1933 fu arrestata e interrogata dalla Gestapo perché comunista; fu pestata duramente e per colpa della sua reazione fu incarcerata per due mesi nella prigione di Fuhlsbüttel. Nel 1934, durante una perquisizione della Gestapo, fu trovata in possesso di un opuscolo vietato della Rote Hilfe infilato nelle sue mutande, lei riuscì a strapparlo e ingoiare i pezzi di carta: passò altri due mesi in prigione e le fu ritirata la patente di guida come ulteriore sanzione. La Gestapo giunse comunque velocemente alla conclusione che non fosse una fervente persona di sinistra e che le sue attività nella KJVD, e in seguito nel Partito Comunista di Germania, fossero solo un riflesso della sua voglia di avventura.
A metà degli anni trenta, con l'aiuto della cugina Libertas Schulze-Boysen, trovò lavoro come dattilografa presso l'agenzia di stampa United Press e, in seguito, divenne giornalista sotto la direzione di Gösta von Uexküll.

## Il gruppo Schulze-Boysen

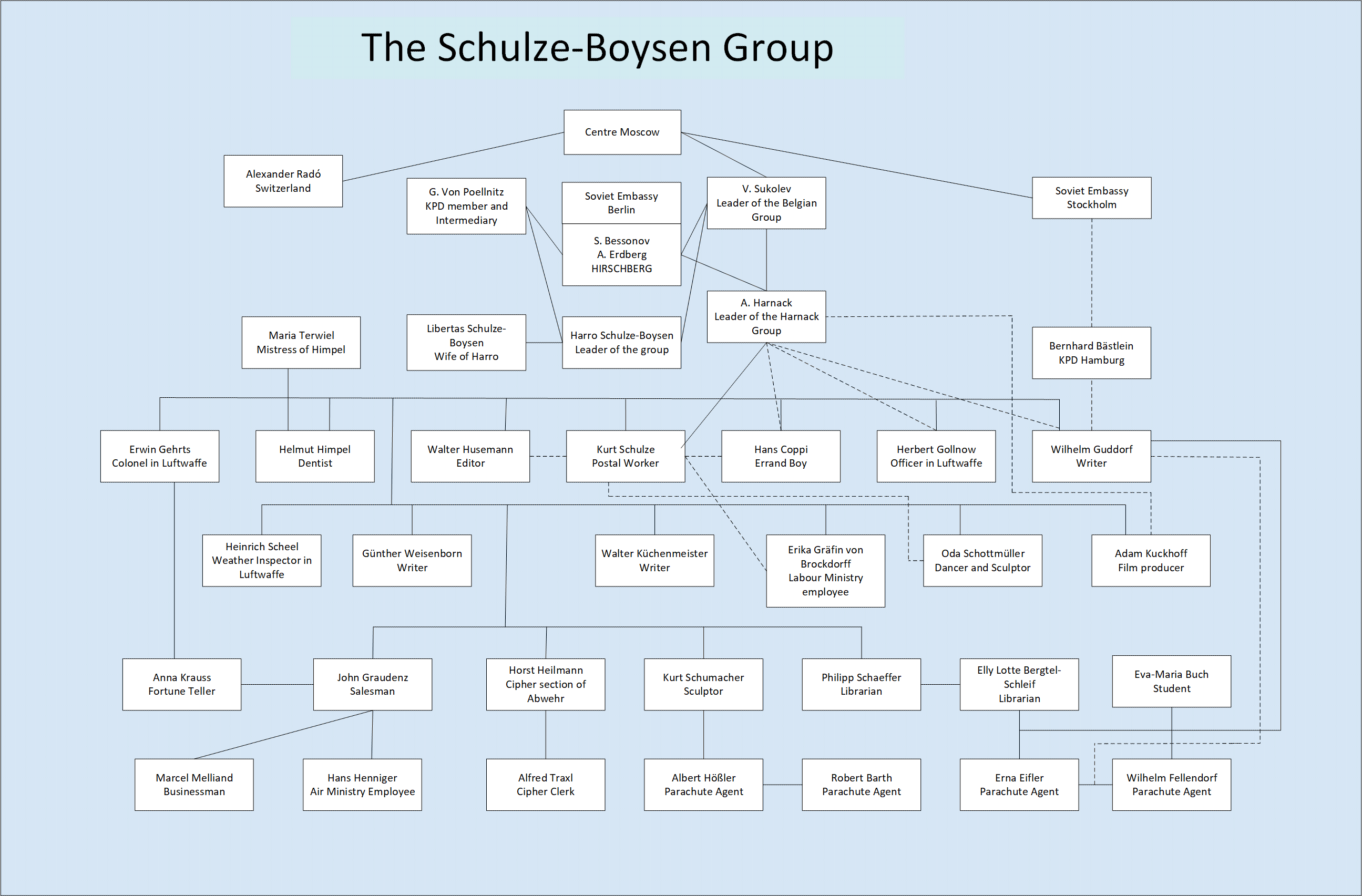
Il gruppo Schulze-Boysen in Germania

Nel 1937 entrò in contatto con lo scrittore Günther Weisenborn: entrambi parteciparono alle riunioni che di solito si tenevano nell'appartamento di Schulze-Boysen e, occasionalmente, in quello dello scultore Kurt Schumacher. La ribelle e avventuriera Gisela, insieme all'antifascista Weisenborn, non si accontentarono di riunirsi in piccoli gruppi o di tacere sul regime di Hitler. Nello stesso anno, Gisela ricevette da Schulze-Boysen delle informazioni sulla guerra civile spagnola: questo la spinse a preparare dei volantini che passò a Elfriede Paul e che, a sua volta, li imbucò nelle cassette delle lettere in tutta Berlino.
Sempre nel 1937, Schulze-Boysen preparò un breve documento informativo su un'operazione di sabotaggio pianificata a Barcellona dalla Wehrmacht tedesca, un'azione dell'unità Sonderstab W istituita dal generale della Luftwaffe Helmuth Wilberg per supportare l'impiego della Legione Condor in Spagna. L'unità dirigeva le operazioni di supporto, come il reclutamento dei volontari e l'invio di armi e munizioni, per il partito FET y de las JONS del generale Francisco Franco.
Fu durante questo periodo che la fede rivoluzionaria di Schulze-Boysen si trasformò abbracciando l'ideologia comunista. Lo storico Heinrich Scheel ha ricordato le parole di un commissario della Gestapo: "Durante la guerra civile spagnola, abbiamo infiltrato delle persone di fiducia nelle Brigate internazionali come spie. Schulze-Boysen conosceva i loro nomi e li trasmetteva ai Rossi. Queste persone furono poi messe al muro".
Le informazioni raccolte sulla guerra civile includevano i dettagli sui trasporti tedeschi, sullo schieramento delle unità e delle compagnie coinvolte nella difesa tedesca. Il gruppo Schulze-Boysen non sapeva come consegnare le informazioni ai sovietici, ma visto che Gisela aveva in programma di visitare l'Exposition Internationale des Arts et Techniques dans la Vie Moderne, che si sarebbe tenuta a Parigi tra il 25 maggio e il 25 novembre 1937, il gruppo decise di consegnare la lettera all'ambasciata sovietica di Parigi. A tempo debito, portò a termine la sua missione e depositò la lettera nella cassetta della posta dell'ambasciata sovietica al Bois de Boulogne. Sfortunatamente per lei, l'edificio era sorvegliato dalla Gestapo e, dopo aver imbucato la lettera, fu arrestata.
Temendo di essere stati scoperti e quindi arrestati, i membri decisero di sciogliere temporaneamente il gruppo. L'appartamento degli Schulze-Boysen fu perquisito e, sebbene la Gestapo avesse chiesto il licenziamento di Harro Schulze-Boysen, ricevette solo un rimprovero ufficiale dal Ministero dell'Aviazione del Reich, il Reichsluftfahrtministerium.
Il 5 luglio 1938, Gisela fu rilasciata dalla Gestapo dopo cinque mesi di prigionia. Una volta liberata, il gruppo scoprì il suo stato di salute precario e che, nonostante le torture, non aveva rivelato il motivo del suo viaggio a Parigi. Complici i suoi problemi polmonari, in prigione fu contagiata dalla tubercolosi polmonare. Il 15 giugno 1939, ormai gravemente malata, fu portata in un sanatorio in Svizzera su consiglio del suo medico Elfriede Paul. Morì lì poche settimane dopo.